# Volksbank Leipzig
Die Volksbank Leipzig eG war eine deutsche Genossenschaftsbank mit Sitz in Leipzig. Sie war als Primärbank Teil des Genossenschaftlichen Finanzverbundes. Ihre Organe waren Vorstand, Aufsichtsrat und Vertreterversammlung.

## Geschichte
Die Gründung der ältesten Linie der Bank geht auf das Jahr 1856 zurück. In diesem Jahr wurde der „Leipziger Vorschussverein“ mit ca. 100 Mitgliedern gegründet.
1871 fand die Umfirmierung in die Leipziger Creditbank eG statt. Im Jahr 1874 ist die Mitgliederzahl bereits auf 7500 gestiegen.
1889 wurde die Genossenschaft aufgelöst. In den vorangegangenen Jahren waren jedoch zahlreiche Institute nach deren Vorbild entstanden.
Am 16. September 1908 wurde die „Kreditkasse für den Mittelstand zu Leipzig eGmbH“ von 28 Personen im Leipziger Barfußgäßchen 11 gegründet. 
Bis zum März 1931 hatte die Genossenschaft 1736 Mitglieder.
1918 fand eine Umfirmierung mit Erweiterung des Leistungsangebotes statt. Von da an lautete der neue Name „Leipziger Gewerbebank eGmbH“.
Auf Grund der Inflation befand sich die Leipziger Gewerbebank eGmbH in einer Krise. 1933 wurden die Geschäfte mit der Leipziger Mittelstandsbank eGmbH zusammengelegt und wenig später ging sie komplett in ihr auf. 
Am 21. März 1940 erfolgt eine erneute Umfirmierung. Der neue Genossenschaftsname lautet nun „Volksbank Leipzig eGmbH“. 
Nach langer Zeit der Kriegswirtschaft konnte die Volksbank Leipzig ab dem 12. Dezember 1945 ihren Geschäftsbetrieb wieder in einer Friedenswirtschaft führen.
Zwischen 1947 und 1990 erfolgten auf Grund der politischen Rahmenbedingungen zahlreiche Namensänderungen und Fusionen, bis am 1. Juni 1990 wieder der Name „Volksbank Leipzig eG“ in das Genossenschaftsregister aufgenommen werden konnte.

## Verschmelzung mit der VR-Bank Leipziger Land eG
Anfang des Jahres 2013 bekundeten die Volksbank Leipzig eG und die VR-Bank Leipziger Land eG ihre Absicht zu fusionieren. Der Verschmelzungsvertrag wurde am 4. Juli 2013 vollzogen, die Bekanntmachung des Registergerichts erfolgte am 22. August 2013. Die Firma der vereinigten Bank lautet Leipziger Volksbank eG.
Die Bankleitzahl und BIC wurden von der Altbank Leipzig übernommen und fortgeführt.

## Organisation
Organe der Bank waren der Vorstand, der Aufsichtsrat und die Vertreterversammlung.

Die Volksbank Leipzig eG war der Sicherungseinrichtung des Bundesverbandes der Deutschen Volksbanken und Raiffeisenbanken e.V. angeschlossen, die aus dem Garantiefonds und dem Garantieverbund besteht.

## Geschäftsgebiet
Die Volksbank Leipzig eG agierte in der Stadt Leipzig. Sie betrieb zuletzt elf Beratungscenter und zehn Selbstbedienungspunkte. Zweck der Genossenschaft war die wirtschaftliche Förderung und Betreuung der Mitglieder.

## Finanzgruppe
Die Bank war Teil der Genossenschaftlichen FinanzGruppe Volksbanken Raiffeisenbanken und vermittelte deren Produkte. Partner waren u. a. die R+V Versicherung, die Bausparkasse Schwäbisch Hall, die TeamBank (easyCredit), die Fondsgesellschaft Union Investment, die Münchener Hypothekenbank und die DZ Bank.